# Nissa la bella
"Nissa la bella" er byen Nice' uofficielle hymne på skrevet på Nissart af den franske poet Menica Rondelly i 1912.